# مبادرة الاستقرار الأوروبي
مبادرة الاستقرار الأوروبي (بالإنجليزية: European Stability Initiative)‏ وتُدعى اختصاراً ESI، هو معهد أو مؤسسة بحثية سياسة غير هادفة للربح وتعمل كبيت خبرة لجنوب شرق أوروبا ولها مكاتب في برلين وبروكسل وإسطنبول وفيينا، حيثُ تنتج أفلام وتقارير عن البلقان وتركيا وأوروبا الوسطى وجنوب القوقاز.

## التاريخ
تأسست المؤسسة في شهر يونيو عام 1999 في سراييفو. حيثُ أن مؤسسيها والمحللين فيها متعددي الجنسيات، وهم أعضاء من المنظمات الدولية مثل منظمة الأمن والتعاون والأمم المتحدة والبنك الدولي. I وقد تأسست «تقديراً للحاجة إلى المستقلين، تحليل متعمق للقضايا المعقدة المطروحة في تعزيز الاستقرار والازدهار في أوروبا». حالياً المؤسسة تتكون من 23 عضوا، بما في ذلك المحللين والمحررين. رئيس هو جيرالد كناوس، وهو عالم الاجتماع النمساوي.
وESI هي إحدى المؤسسات الممولة من قبل الحكومات والمؤسسات من الدول الاسكندنافية وأيرلندا، و مؤسسة روكفلر، و روبرت بوش ستيفتونغ  و صندوق مارشال الألماني. ولدى المؤسسة ميزانية شهرية تقدر بـ 45.000 يورو. حتى الآن، أنتجت ESI أكثر من 62 تقارير.
وتوزع جميع المنشورات من مبادرة الاستقرار الأوروبي على نطاق واسع ومتاح على موقعها على الانترنت مجانا من أجل تعزيز الحوار والنقاش بين المجتمع السياسي.

## وصلات خارجية
- صفحة مبادرة الاستقرار الأوروبي على النت
- دليل مفكرين من ألمانيا